# Saint-Martin-de-Pallières
Saint-Martin-de-Pallières (okzitanisch Sant Martin) ist eine französische Gemeinde mit 271 Einwohnern (Stand 1. Januar 2022) im Département Var in der Region Provence-Alpes-Côte d’Azur. Sie gehört zum Arrondissement Brignoles und zum Kanton Saint-Maximin-la-Sainte-Baume. Die Bewohner nennen sich Saint-Martinais oder Saint-Martinaises.
Die Nachbargemeinden sind Esparron, La Verdière, Varages, Brue-Auriac und  Seillons-Source-d’Argens.

## Bevölkerungsentwicklung
| 1962 | 1968 | 1975 | 1982 | 1990 | 1999 | 2007 | 2016 |
| ---- | ---- | ---- | ---- | ---- | ---- | ---- | ---- |
| 114  | 98   | 102  | 116  | 142  | 152  | 199  | 246  |

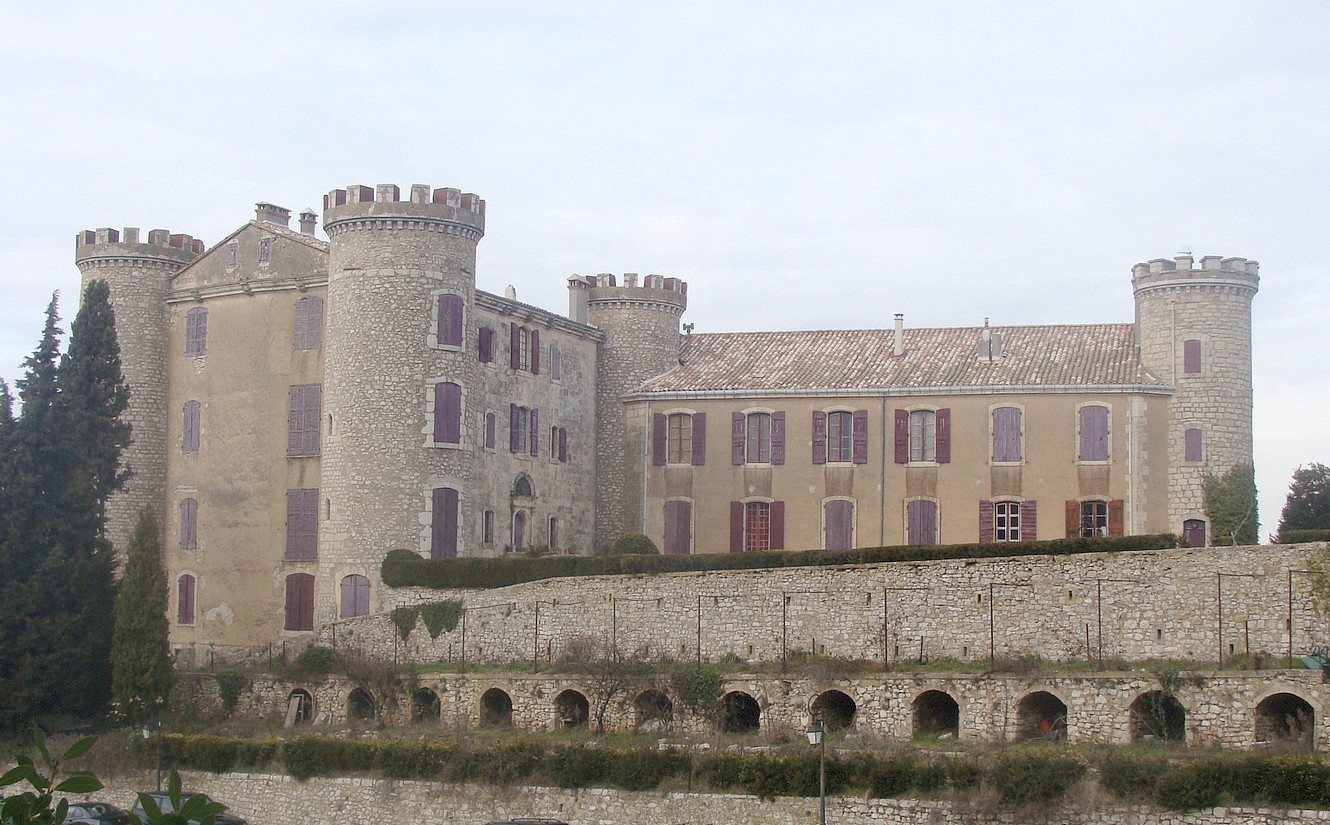
Schloss von Saint-Martin aus dem 17. Jahrhundert, Monument historique